# Wau (Südsudan)
Wau (arabisch واو Wāw; Alternativschreibung Wow) ist die Hauptstadt des südsudanesischen Bundesstaates Western Bahr el Ghazal. Die Stadt wurde während des südsudanesischen Bürgerkrieges bekannt wegen der nahe gelegenen Flüchtlingslager und war Schauplatz heftiger Kämpfe. Die zweitgrößte Stadt im Südsudan liegt rund 500 Kilometer Luftlinie nordwestlich der Landeshauptstadt Juba und 1000 Kilometer südwestlich von Khartum am Fluss Jur.

## Geschichte
Im 19. Jahrhundert war Wau ein militärisch bewachtes Lager (Zariba) von muslimischen Sklavenhändlern, den wegen ihrer arabischen Kleidung sogenannten „Djellaba“. Sie brachten als Zwischenhändler Sklaven aus schwarzafrikanischen Völkern wie den Fertit, die von den 1860er Jahren bis ins 20. Jahrhundert aus ihrem angestammten Gebiet Dar Fertit westlich von Wau und südlich von Darfur geraubt wurden, zu ihren Auftraggebern in den Norden nach Kordofan und Darfur. Höhepunkt der Sklavenjagden war die Zeit der türkisch-ägyptischen Herrschaft 1821–1881 und des nachfolgenden Mahdi-Reichs bis 1898. Wau war auch durch ursprünglich nomadisierende Fulbe und einzelne Zuwanderer aus Ägypten zu einer Insel von Muslimen und Arabern geworden. Die nicht-muslimische Bevölkerung bestand überwiegend aus Dinka, daneben Fertit und Luo.
Die kolonialen Eroberungspläne der Franzosen sahen vor, eine französische Einflusssphäre von Westen quer durch die afrikanische Sudanregion zu schaffen. In Wau gründeten sie das Fort Dessaix und drangen bis zum Weißen Nil vor, wo es 1898 in Faschoda (1904 in Kodok umbenannt) zum Zusammentreffen mit den Engländern kam. Die Faschoda-Krise wurde zwischen beiden Kolonialmächten friedlich beigelegt, die Franzosen zogen sich auch aus Wau zurück, und der Ort war bis 1956 Teil des anglo-ägyptischen Sudan.
1898 kamen die ersten Missionare, katholische Verona-Patres aus Italien, in die Region Bahr al-Ghazal, 1905 gründeten sie eine Station in Wau. Die Missionare sollten mit ihrer Tätigkeit ein Bollwerk gegen die Ausbreitung des Islam bilden und wurden von der britischen Verwaltung unterstützt. 1913 wurde Wau Bischofssitz. Der Zuzug von arabischen Völkern wurde von den Briten, die eine eigenständige Entwicklung im Süden des Landes anstrebten, zeitweise verboten. Nach der Unabhängigkeit des Sudan wurden 1957 alle Missionsschulen im Südsudan verstaatlicht, 1964 wurden die Missionare ausgewiesen. Sie konnten erst in den 1970er Jahren nach dem Addis-Abeba-Abkommen zurückkehren.

### Bürgerkrieg

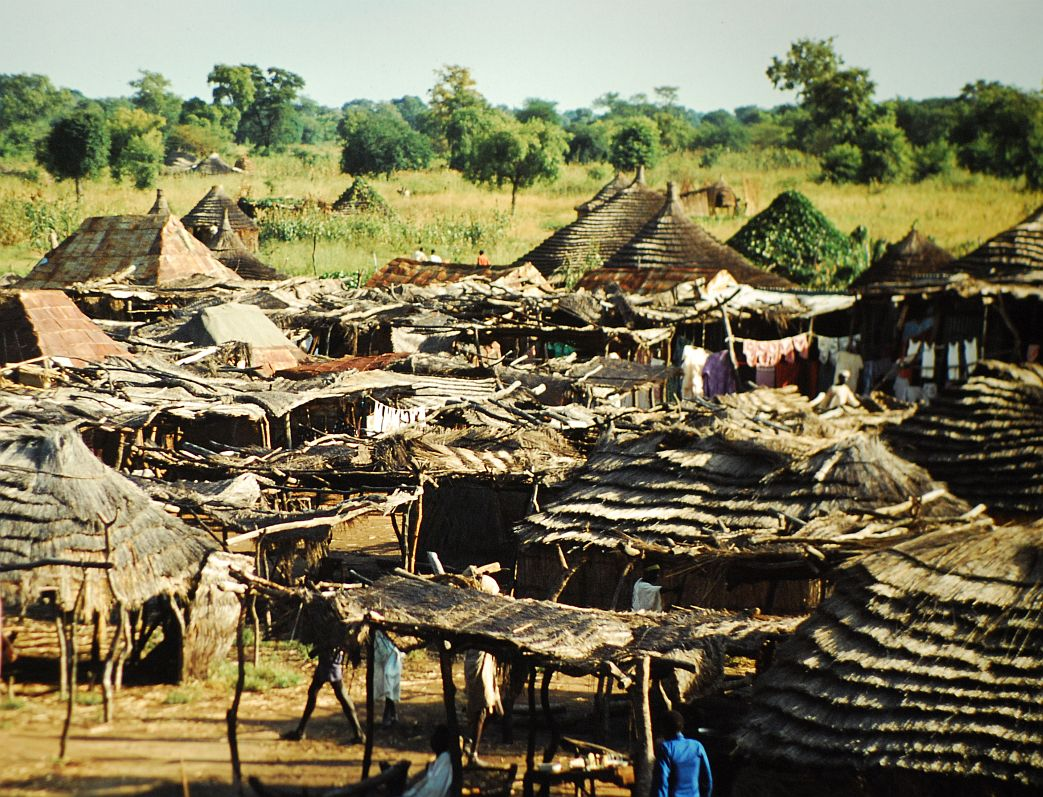
Hüttensiedlung einige Kilometer nördlich von Wau

Während des zweiten Bürgerkriegs, der 1983 ausbrach, blieben Wau und das nördlich gelegene Aweil Garnisonsstädte in der Hand der Regierung von Khartum. Flüchtlinge, die sich aus Kampfgebieten in Sicherheit bringen wollten, sammelten sich in Camps am Stadtrand. Zu besonders schweren Gefechten um Wau kam es ab Januar 1998. Nach UN-Schätzung waren im Februar 65 Prozent der Bevölkerung geflohen, die Dinka flohen nach Osten in das Gebiet der SPLA, andere Völker über die Grenze nach Süden. Eine zu dieser Zeit von der SPLA abgespaltene Fraktion unter Kerubino Kwanyin Bol mit Einflussbereich nördlich von Wau wird für besonders schwere Zerstörungen in der Stadt und im Umland verantwortlich gemacht. Zwischen Mai und August 1998 kehrten viele Dinka entkräftet nach Wau zurück, wo sie durch tägliche Nahrungsmittelflüge aus der Luft versorgt werden sollten. Über mehrere Monate war dies wegen der Gefechte jedoch kaum möglich. Die Versorgungsflüge zur Bekämpfung der Hungersnot 1998 waren eine Fortsetzung der Operation Lifeline Sudan, die im März 1989 gestartet worden war.
Unabhängig von provisorischen Flüchtlingslagern verfolgte die Regierung in Khartum in den 1990er Jahren in den Randbereichen der von ihr kontrollierten Städte wie Wau und in den Nuba-Bergen die Schaffung von „Friedensdörfern“, um Flüchtlinge dauerhaft anzusiedeln und um neue Formen der Landwirtschaft einzuführen. Diese waren allerdings Teil der militärischen Strategie. Entwicklungsorganisationen, die diese Ansiedlungen unterstützten, beteiligten sich damit effektiv auf Seiten der Regierung an der Verlängerung des Konflikts. Die Nachfolgemission der Mission der Vereinten Nationen im Sudan, die United Nations Mission in the Republic of South Sudan (UNMISS) meldete am 10. April 2017 in einem Bericht über die aktuelle Lage in Wau, dass sie informiert wurde, dass bei Gefechten am Sonntag, im südlichen Teil der Stadt, Soldaten der SPLA getötet worden seien. Bei Patrouillen, die durch Einheiten der UNMISS durchgeführt wurden, wurden am Montag die Leichname von 16 Zivilisten in einem Krankenhaus aufgefunden. Mindestens 10 weitere Menschen wurden verletzt.

## Bevölkerung
Bevölkerungsentwicklung:
| Jahr              | Einwohner |
| ----------------- | --------- |
| 1973 (Zensus)     | 52.752    |
| 1983 (Zensus)     | 58.008    |
| 1993 (Schätzung)  | 84.000    |
| 2007 (Berechnung) | 136.179   |

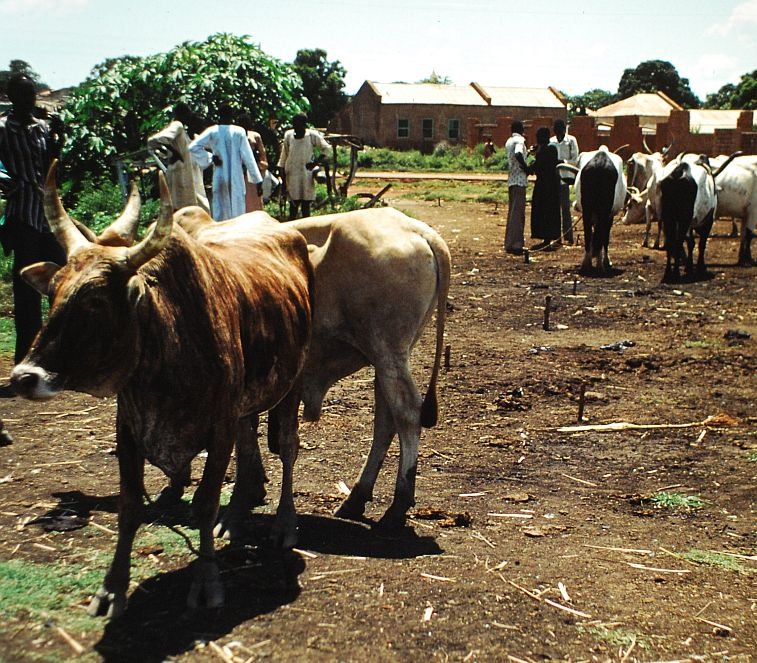
Viehmarkt am Stadtrand

In der Tabelle sind die durch den Bürgerkrieg und durch Hungersnöte bedingten starken Bevölkerungsschwankungen nicht enthalten. Einschließlich des Umlandes wird von einer Bevölkerungszahl von 220.000 (2007) ausgegangen und für die nächsten Jahre mit einem starken Anstieg gerechnet. Die Bevölkerung setzt sich aus Rinderzucht und Ackerbau treibenden Dinka zusammen, die zu einem kleinen Teil christianisiert sind. Mehrere Volksgruppen werden unter der Bezeichnung Fertit zusammengefasst, sie betreiben Ackerbau und sind teilweise Christen oder Muslime. Dazu kommt der hohe Anteil arabisierter Volksgruppen aus dem Norden.

## Lage und Verkehr
Wau liegt 433 Meter hoch am Westufer des Jur, des südlichen Hauptquellflusses des Bahr al-Ghazal, der dem Weißen Nil zufließt. Das Klima in der Feuchtsavanne mit einer Trockenzeit von November bis April und starken Regenfällen in den Sommermonaten sorgt für gute Anbaubedingungen. Ernährungsgrundlage ist Sorghum, um Wau werden auch Maniok, Linsen und Mais zur Eigenversorgung und Sesam und Erdnüsse zum Verkauf angebaut. Wau liegt in einem breiten Gürtel aus lichtem Akazienwald, dessen jung gefällte Bäume zum Hausbau verwendet werden.
Mehrere Stadtviertel sind in einem rechteckigen Straßengrundriss angelegt, die Besiedelung hat sich zum größten Teil ungeregelt entwickelt. Die Ausdehnung der Stadt ist nach Osten durch den Fluss und nach Norden durch den Flughafen begrenzt. Traditionelle Wohnbauten der Dinka sind mit einigem Abstand errichtete runde oder quadratische Lehmhäuser mit Kegeldächern und Grasdeckung, die meisten festen Gebäude haben Ziegelwände mit flach geneigten Wellblech-Pultdächern.
Die Infrastruktur ist unterentwickelt. Strom steht, wo vorhanden, dezentral und stundenweise aus Dieselgeneratoren zur Verfügung. Außerhalb des militärischen Bereichs besitzen nur Entwicklungshilfeorganisationen und die katholische Kirche Transportfahrzeuge. Hauptsächliches Fortbewegungsmittel der Bevölkerung sind Fahrräder.
In Wau befindet sich die einzige Brücke über den Jur. Es ist eine zweispurige Betonbrücke, von der aus die Erdstraße über Rumbek nach Juba führt. Die Straße nach Norden ist kaum durchgängig befahrbar, eine Verbindung nach Raja, 300 Kilometer westlich, ist wegen fehlender Brücken noch schwieriger. Während der Regenmonate ist Wau auf dem Landweg nicht erreichbar. Dafür ist der Jur, der nur in der Regenzeit mit kleinen Booten befahren werden kann, während der Trockenzeit bis auf einige Seenreste ausgetrocknet. 2007 mussten die Wohnviertel in Flussnähe wegen Überschwemmung evakuiert werden.
Nach dem Ende des Bürgerkriegs begannen Minenräumorganisationen die Straßen in der Umgebung der Stadt von Minen und Blindgängern zu räumen. Dabei legten sie mit Räumfahrzeugen zunächst einen 8 bis 25 Meter breiten Korridor an. Der Straßenabschnitt östlich der Brücke bis zum nächsten Ort Tonj war bis zum Februar 2007 entmint.
Die Bahnstrecke Babanusa–Wau wurde 1962 fertiggestellt. Nach Zerstörungen während des Bürgerkriegs wurde die Strecke mit UN-Hilfe wieder aufgebaut. Im März 2010 war die gesamte Strecke wieder durchgängig befahrbar. Der erste in Wau ankommende Güterzug wurde vom sudanesischen Staatschef Omar al-Baschir und dem südsudanesischen Präsidenten Salva Kiir Mayardit empfangen.
Der Flugverkehr bleibt die schnellste und zuverlässigste Verbindung. Die befestigte Start- und Landebahn des Flughafens Wau (7° 43′ 27″ N, 27° 58′ 50″ O, ICAO-Code: HSWW, IATA-Flughafencode: WUU) ist 2330 Meter lang. Wau wird von Khartum und Juba aus angeflogen. Die UN-Missionen UNMISS und UNISFA nutzen den Flughafen für regelmäßige Flüge von Juba und Entebbe sowie Verbindungen zu kleineren Orten wie z. B. Aweil, Gokmachar und Abyei.

### Klimatabelle
|                       | Jan  | Feb  | Mär  | Apr  | Mai  | Jun  | Jul  | Aug  | Sep  | Okt  | Nov  | Dez  |   |      |
| Mittl. Tagesmax. (°C) | 36,1 | 37,1 | 38,0 | 37,2 | 34,9 | 32,6 | 31,0 | 30,8 | 32,2 | 33,9 | 35,5 | 35,7 | ⌀ | 34,6 |
| Mittl. Tagesmin. (°C) | 17,9 | 19,5 | 22,1 | 23,5 | 23,0 | 22,0 | 21,3 | 21,2 | 21,2 | 21,2 | 19,7 | 18,3 | ⌀ | 20,9 |
|                       |      |      |      |      |      |      |      |      |      |      |      |      |   |      |
| Niederschlag (mm)     | 0    | 4    | 20   | 69   | 132  | 170  | 199  | 234  | 179  | 130  | 8    | 0    | Σ | 1145 |
|                       |      |      |      |      |      |      |      |      |      |      |      |      |   |      |
| Sonnenstunden (h/d)   | 9,6  | 9,1  | 8,3  | 7,3  | 8,2  | 7,1  | 5,6  | 6,3  | 6,8  | 7,1  | 9,0  | 9,6  | ⌀ | 7,8  |
|                       |      |      |      |      |      |      |      |      |      |      |      |      |   |      |
| Regentage (d)         | 0    | 0    | 3    | 6    | 11   | 12   | 14   | 16   | 14   | 11   | 2    | 0    | Σ | 89   |
|                       |      |      |      |      |      |      |      |      |      |      |      |      |   |      |
| Luftfeuchtigkeit (%)  | 35   | 29   | 36   | 45   | 64   | 73   | 78   | 80   | 76   | 71   | 55   | 46   | ⌀ | 57,5 |

| 17,9 |

| 19,5 |

| 22,1 |

| 23,5 |

| 23,0 |

| 22,0 |

| 21,3 |

| 21,2 |

| 21,2 |

| 21,2 |

| 19,7 |

| 18,3 |

| 17,9 |

| 19,5 |

| 22,1 |

| 23,5 |

| 23,0 |

| 22,0 |

| 21,3 |

| 21,2 |

| 21,2 |

| 21,2 |

| 19,7 |

| 18,3 |

## Söhne und Töchter der Stadt
- Luol Deng (* 1985), südsudanesisch-britischer Basketballspieler
- Thon Maker (* 1997), südsudanesisch-australischer Basketballspieler
- Alek Wek (* 1977), sudanesisches Fotomodell

## Persönlichkeiten, die mit der Stadt in Verbindung stehen
- Hermann Steudner (1832–1863), deutscher Botaniker und Afrikaforscher, starb am 10. April 1863 in Wau.